# Mycena domingensis
Mycena domingensis é uma espécie de cogumelo da família Mycenaceae. É encontrado na Venezuela.